# Piotr Pszennikow
Piotr Stiepanowicz Pszennikow (ros. Пётр Степанович Пше́нников, ur. 28 stycznia?/9 lutego 1895 w Moskwie, zm. 28 grudnia 1941 pod Orłem) – radziecki dowódca wojskowy, generał porucznik.

## Życiorys
Od 1915 służył w rosyjskiej armii, 1917 wstąpił do Czerwonej Gwardii, brał udział w wojnie domowej w Rosji na Froncie Zachodnim i w obronie Piotrogrodu jako dowódca oddziału, kompanii, batalionu, pułku i brygady.
Po wojnie został zastępcą dowódcy dywizji piechoty, od 1924 był szefem sekcji operacyjnej sztabu korpusu piechoty, później dowódcą dywizji, 1925 ukończył kursy doskonalenia wyższej kadry dowódczej Armii Czerwonej, 1931-1933 był zastępcą szefa Zarządu Obrony Przeciwlotniczej Leningradzkiego Okręgu Wojskowego. W latach 1933–1939 wykładał na kursach kadry dowódczej obrony przeciwlotniczej w Leningradzie i był kierownikiem kursów kadry dowódczej Armii Czerwonej, od 1939 należał do WKP(b), od sierpnia 1939 do kwietnia 1940 dowodził 142 Dywizją Piechoty, później 36 Korpusem Piechoty, 4 listopada 1939 otrzymał stopień kombriga, a 4 czerwca 1940 generała porucznika.
Po ataku Niemiec na ZSRR dowodził 23 Armią, 8 Armią, a od 22 września do 6 października 1941 Newską Grupą Operacyjną na Froncie Leningradzkim, brał udział w walkach obronnych w Karelii, Estonii i na drodze do Leningradu, w grudniu 1941 został dowódcą 3 Armii na Froncie Briańskim, uczestniczył w walkach pod Jelcem i Orłem.
Zginął w walce. Został pochowany w Woroneżu.

## Odznaczenia
- Order Czerwonego Sztandaru
- Order Wojny Ojczyźnianej I klasy (pośmiertnie w 1965)
- Order Czerwonej Gwiazdy
- Medal jubileuszowy „XX lat Robotniczo-Chłopskiej Armii Czerwonej”